# Jean-Baptiste de Règemorte
Pour les articles homonymes, voir Règemorte.
Jean-Baptiste de Règemorte ou Régemortes (mort à Paris le 29 janvier 1724), est un ingénieur des ponts et chaussées français, qui s’est principalement illustré dans la conduite du pont de Blois et la construction du canal du Loing.

## Biographie
Le nom de Règemorte a été porté par quatre ingénieurs d'une même famille au XVIIIe siècle, et c'est à M. Vignon que l'on doit de bien connaître d'une manière précise, la part prise par chacun d'eux dans les grands travaux de cette époque. 
Jean-Baptiste de Règemorte, ingénieur d'origine hollandaise, après avoir travaillé sous Vauban aux fortifications de Neuf-Brisach, fut nommé en 1718 ingénieur des ponts et chaussées de la province d'Alsace ; mais il y fut bientôt remplacé par son fils Noël et vint résider à Orléans, où il fut successivement adjoint à Gabriel pour la conduite des travaux du pont Jacques-Gabriel de Blois et chargé, en 1718, de l'exécution du canal du Loing. 
En 1720, il fut nommé par arrêt du conseil, ingénieur des turcies et levées de la Loire en aval d'Orléans en remplacement de Poitevin et mourut eu 1725, après avoir obtenu dès 1723 que son second fils Antoine lui fût adjoint, avec promesse de survivance, pour la direction des travaux de la Loire et des canaux du Loing et d'Orléans.